# 相模原市立作の口小学校
相模原市立作の口小学校（さがみはらしりつ さくのくちしょうがっこう）は、神奈川県相模原市緑区下九沢に存在する公立の小学校である。

## 沿革
- 1975年（昭和50年）
  - 4月1日 - 開校。開校時点の児童数801名・学級数22学級。
  - 6月10日 - この日を開校記念日と定める。
  - 11月15日 - 校歌・校章・校旗制定
- 1978年（昭和53年）8月15日 - 遊具完成（とびわたり丸太・ロープわたり・タイヤのぼり）。
- 1979年（昭和54年）
  - 4月 1日 - 鉄筋3階C棟増築（普通教室6、特別教室3）。
  - 8月20日 - 遊具完成（丸太わたり・パイプすべり・タイヤトンネル）。
- 1980年（昭和55年）
  - 8月23日 - 遊具完成（丸太オーバーハングわたり）。
  - 9月1日 -  遊具完成（ジャンプカスタネット）。
  - 10月1日 - 遊具完成（つり輪）。
- 1981年（昭和56年）5月18日 - 遊具完成（チェーンクライミング）。
- 1983年（昭和58年）3月1日 - アスレチックロングすべり台遊具設置。
- 1984年（昭和59年）
  - 10月20日 - 遊具完成（ブランコ渡り）。
  - 11月18日 - 創立十周年記念式典挙行。校歌碑・校章・記念植樹。
- 1987年（昭和62年）
  - 1月17日 - 運動場拡張工事竣工式挙行。
  - 3月31日 - 体育器具庫、飼育舎、外便所設置。
  - 9月1日 - 中庭通路コンクリート舗装完了。
- 1988年（昭和63年）9月15日 - 事務室、保健室、校長室改修工事完了。
- 1989年（平成元年）3月18日 - 東通用門完成。
- 1990年（平成2年）10月31日 - D棟校舎大改修工事完了。
- 1991年（平成3年）3月31日 - 学校教育目標改定。
- 1992年（平成4年）3月31日 - プール大規模改修工事完了。
- 1994年（平成6年）
  - 3月31日 - 小鳥小屋設置。
  - 11月26日 - 創立二十周年記念式典挙行。記念像「二人三脚」。
- 1995年（平成7年）10月15日 - A・B棟、C棟一部改装工事完了。
- 1997年（平成9年）10月31日 - 遊具「チェーンクライミング」撤去。
- 1998年（平成10年）3月11日 - 防球ネット（国道129号側）設置。
- 1999年（平成11年）9月30日 - B・C棟耐震補強工事完了。
- 2000年（平成12年）
  - 8月31日 - D棟耐震補強工事完了、体育館床塗装完了。
  - 10月6日 - D棟1階床塗装補修完了。
  - 11月30日 - 国道129号線側道ガードレール・横断帯設置。
  - 12月13日 - 森のアスレチック木製遊具補修、運動場・体育館遊具補修完了。
- 2001年（平成13年）
  - 8月31日 - PC室機器更新完了。
  - 12月28日 - 体育館屋根等塗装補修。
- 2002年（平成14年）
  - 5月30日 - 体育館・プール・渡り廊下塗装補修工事。
  - 12月26日 - 体育館耐震工事完了。
- 2003年（平成15年）
  - 2月28日 - プールシャワー改修工事。
  - 6月15日 - 岐阜県安八町立結小学校と交流校となる。
- 2004年（平成16年）11月13日 - 創立30周年記念式典挙行。
- 2009年（平成21年）
  - 3月30日 - ドライ方式給食室完成。
  - 8月31日 - PC室機器設備等更新完了。
- 2010年（平成22年）
  - 3月1日 - 校庭西側防球ネット設置。
  - 3月10日 - C棟北側屋上防水工事完了。
  - 3月15日 - 大型液晶テレビ全教室設置工事完了。
  - 11月19日 - 体育館改修工事完了。
- 2013年（平成25年）3月26日 - 作業室兼倉庫改修工事完了。
- 2014年（平成26年）9月26日 - D棟トイレ改修工事完了。
- 2015年（平成27年）
  - 3月31日 - 給食室非常用発電機設置。
  - 9月2日 - 森のアスレチック補修工事完了。

出典

## 通学区域
- 相模原市緑区[2]
  - 下九沢154～173の12・244の2～627・648の2・648の7・648の9・648の16～18・648の20・648の22・648の32～34・649～653・676～678の1・679～699
- 相模原市中央区
  - 上溝1丁目1番～3番・4番12号～38号・5番17-2号～17-5号・18号～26号・6番13号～24号・13番～15番
  - 上溝2丁目1番～3番5号
  - 上溝3904～3919・3957～4660
  - 下九沢46～49・51・52・54～77・723～998・1141～1144・1159～1169・1183～1200・1208～1229
  - 南橋本4丁目2番～11番

## 進学中学校
- 相模原市緑区[3]
  - 相模原市立大沢中学校 - 緑区下九沢481〜485・532〜538・542〜627・648の2・648の7・648の9・648の16〜18・648の20・648の22・648の32〜34・649〜653・676〜678の1・679〜699、中央区下九沢1141〜1144・1159〜1169・1183〜1200に在住の児童が進学
- 相模原市中央区
  - 相模原市立上溝中学校 - 緑区下九沢154〜173の12・244の2〜480・486〜531・539〜541、中央区上溝1丁目1番〜3番・4番12号〜38号・5番17-2号〜17-5号・18号〜26号・6番13号〜24号・13番〜15番、上溝2丁目1番〜3番5号、上溝3904〜3919・3957〜4660に在住の児童が進学
  - 相模原市立清新中学校 - 中央区下九沢46〜49・51・52・54〜77・723〜998・1208〜1229、南橋本4丁目2番〜11番に在住の児童が進学

## 交通アクセス
- 橋本駅（JR横浜線・相模線/京王相模原線）、上溝駅（JR相模線）から神奈川中央交通バスに乗車、橋34系統で「作の口三谷」バス停より徒歩7分。

## 学校周辺
本校は中央区との区境に近く、○が付されている施設は中央区に位置する。
- 国道129号上溝バイパス
- ファミリーマート作の口小学校前店
- 作の口児童館
- 日枝神社
- 社会福祉法人ムクドリ福祉会幼保連携型認定こども園むくどりこども園
- 学校法人山口学園認定こども園てるて幼稚園
- 桜木台公園
- ○オーケー下九沢店
- ○ケーズデンキ相模原店